# Kate Garvey
Kate Garvey (nacida en 1971) es una ejecutiva de relaciones públicas inglesa y ex asistente del primer ministro británico Tony Blair. Es cofundadora de Project Everyone, una agencia de comunicaciones y campañas que promueve los Objetivos de Desarrollo Sostenible de las Naciones Unidas. Fue seleccionada por el Foro Económico Mundial en 2007 como "Joven Líder Global", una designación otorgada a personas menores de 40 años que han demostrado cualidades de liderazgo. Es la esposa del cofundador de Wikipedia, Jimmy Wales. La carrera de Garvey comenzó como asistente personal del Partido Laborista bajo el líder Neil Kinnock. A partir de ahí, pasó a convertirse en secretaria del diario de Tony Blair.

## Primeros años y carrera
En 1994, durante la candidatura de Blair al liderazgo, Garvey sugirió que Peter Mandelson, que en ese momento estaba siendo ridiculizado por los sindicatos y otras facciones laboristas, debería adoptar un "nom de guerre" para ocultar su considerable papel dentro del equipo de campaña. Mandelson accedió a que lo llamaran "Bobby" durante todo el tiempo. En su discurso de victoria, Blair se refirió a Mandelson por el nombre falso. Desde 1997 hasta 2005, excepto en las temporadas de campaña, Garvey trabajó en la Oficina Privada del Primer Ministro. Fue responsable de la presentación y planificación de eventos y visitas nacionales y extranjeras. En 2005, el papel de Garvey había progresado hasta la programación. La ayudante Katie Kay, que había trabajado para el asesor de Blair, John Birt, se había hecho cargo del puesto de secretaria del diario. En el circuito de la campaña, Garvey trabajó en nombre de Blair en las elecciones generales de 1997 y de 2001. Una historia de 2001 en The Daily Telegraph, "Chicas en el autobús que mantienen a raya a los periodistas de la campaña", describió a Garvey como miembro de una banda de mujeres lideradas por Anji Hunter que mantuvieron la disciplina en la gira política con su atención al detalle superior a la masculina. En la elección de Blair de 2005, Garvey realizó su gira electoral.
Después de dejar el gobierno en 2005, Garvey trabajó en la campaña benéfica de Bob Geldof, Make Poverty History, que produjo los conciertos Live 8. [Ese mismo año, fue contratada por la firma de relaciones públicas Freud Communications como jefa de asuntos públicos y sociales.
Garvey se menciona en un perfil de Telegraph de 2008 sobre Matthew Freud como "supuestamente manejando la relación Freud-Blair". El artículo describe una conexión en curso de Blair y Freud en términos de socialización (Freud organiza fiestas a las que asisten celebridades), así como Freud asesorando a Tony y Cherie Blair sobre la mejor manera de explotar eventos como el retiro de Davos del Foro Económico Mundial ('qué fiestas ir'). Garvey es el cofundador de Project Everyone, un grupo de campaña dedicado a promover los Objetivos de Desarrollo Sostenible de las Naciones Unidas.

## Vida personal
Garvey está casada con Jimmy Wales, cofundador de Wikipedia. Es el tercer matrimonio de Wales y el primero de Garvey. Ambos se conocieron en Mónaco en 2009 y luego comenzaron a salir en 2010 después de reunirse nuevamente en Davos. Ambos habían sido Jóvenes Líderes Globales en 2007. En 2011, Wales se mudó a Gran Bretaña. Se casaron en octubre de 2012 en Wesley's Chapel en Londres. Garvey y Wales viven en Londres con sus dos hijas.

## Trabajo notable
- Fue responsable de la presentación y planificación de los eventos y visitas del primer ministro, a nivel nacional y en el extranjero, así como de papeles importantes en las elecciones generales de 1997 y 2001 y de dirigir la gira electoral de Tony Blair en 2005.[3]
- Reconocido por el Foro Económico Mundial en 2007 como "Joven líder mundial".[17]